# 퀘이크 (비디오 게임)
《퀘이크》(Quake)는 존 카맥의 이드 소프트웨어에서 1996년 제작한 게임으로서 FPS 유저들에게 인기가 높아져, 연이은 시리즈 출시때마다 이목을 끌어온 게임이다. 최근에는 이드소프트웨어가 직접 퀘이크를 온라인으로 한 퀘이크 라이브(Online/PC, http://www.QuakeLive.com )가 출시되었다.

## 설명
퀘이크는 이드 소프트웨어가 개발하고 GT 인터랙티브가 퍼블리싱한 1인칭 슈팅 게임이다. 퀘이크 시리즈의 첫 번째 게임인 이 게임은 원래 1996년에 MS-DOS, 마이크로소프트 윈도우 및 리눅스용으로 출시되었으며, 1997년에 맥 OS 및 세가 새턴, 1998년에 닌텐도 64로 출시되었다. 게임에서 플레이어는 다양한 과정을 거쳐야 한다. 다양한 무기를 사용하여 몬스터와 싸우는 미로 같은 중세 환경이다. 퀘이크는 고딕 소설과 H. P. 러브크래프트의 작품에서 영감을 얻었다.
이드 소프트웨어의 둠 시리즈의 후속작인 퀘이크는 전작의 기술과 게임플레이를 기반으로 제작되었다. 이전 둠 엔진과 달리 퀘이크 엔진은 완전한 실시간 3D 렌더링을 제공하고 OpenGL을 통해 3D 가속을 조기에 지원했다. 둠이 멀티플레이어 데스매치를 대중화하는 데 도움을 준 후 퀘이크는 다양한 멀티플레이어 옵션을 추가했다. 퀘이크월드 업데이트와 퀘이크스파이와 같은 소프트웨어를 통해 인터넷에서 다른 사람을 찾고 플레이하는 과정이 더욱 쉽고 안정적이게 되면서 온라인 멀티플레이어가 점점 일반화되었다. 퀘이크는 트렌트 레즈너(Trent Reznor)와 그의 밴드 나인 인치 네일스가 작곡한 음악을 선보였다.
퀘이크는 지금까지 만들어진 최고의 비디오 게임 중 하나로 자주 인용된다. 비평가들의 찬사에도 불구하고 퀘이크의 개발은 이드 소프트웨어의 역사에서 논란의 여지가 있었다. 창의적인 차이와 리더십 부족으로 인해 게임 출시 후 공동 창립자인 존 로메로를 포함하여 대부분의 팀이 회사를 떠났다. 퀘이크의 "향상된" 버전은 나이트다이브 스튜디오(Nightdive Studios)에서 개발하고 베데스다 소프트웍스에서 퍼블리싱했으며 2021년 8월 닌텐도 스위치, 플레이스테이션 4, 윈도우 및 엑스박스 원 콘솔용으로 출시되었다. 여기에는 머신게임즈에서 개발한 원래 게임의 첫 두 확장팩과 두 에피소드가 포함된다. 플레이스테이션 5 및 엑스박스 시리즈 X/S 버전은 2021년 10월에 출시되었다.

## 평가
| 평가 |                                     |
| --- | ----------------------------------- |
| 통합 점수 통합사 점수 게임랭킹스 PC: 93% [ 5 ] N64: 76% [ 6 ] 메타크리틱 PC: 94/100 [ 7 ] N64: 74/100 [ 8 ] 평론 점수 평론사 점수 올게임 [ 9 ] 게임팬 (SAT) 275/300 [ 10 ] 게임스팟 PC: 9.3/10 [ 11 ] 넥스트 제네레이션 PC: [ 12 ] MAC: [ 13 ] SSAT: [ 14 ] N64: [ 15 ] Arcade: [ 16 ] |                                     |
| 통합 점수 |                                     |
| 통합사 | 점수                                |
| 게임랭킹스 | PC: 93% N64: 76%                    |
| 메타크리틱 | PC: 94/100 N64: 74/100              |
| 평론 점수 |                                     |
| 평론사 | 점수                                |
| 올게임 | [ 9 ]                               |
| 게임팬 | (SAT) 275/300                       |
| 게임스팟 | PC: 9.3/10                          |
| 넥스트 제네레이션 | PC: · MAC: · SSAT: · N64: · Arcade: |

## 같이 보기
- 퀘이크 (시리즈)